# ASRock
ASRock Inc. (ASRock Internacional) é um fabricante de placas-mãe, PCs Industriais, e HTPCs, com sede em Taiwan e presidida por Ted Hsu. Foi fundada em 2002 e atualmente pertence a Pegatron Corporation.

## História
"A ASRock Inc. foi estabelecida em 2002, especializada no ramo de placas-mãe. A ASRock esforça-se para construir sua própria marca. Com o conceito de design 3C, “Criatividade, Consideração, Custo-benefício”, a empresa explora o limite da fabricação de placas-mãe ao mesmo tempo que se preocupa com a questão ecológica, desenvolvendo produtos que seguem o conceito eco-amigável.
A ASRock vem crescendo rapidamente e se tornou a terceira maior marca de placas-mãe com a matriz em Taipei, Taiwan e filiais na Europa e EUA. A nova e vibrante empresa tem como alvo placas desde o segmento básico até entusiastas para atender a diferentes tipos de usuários, ganhando reputação ao redor do mercado mundial com sua confiança e competência."

ASRock tem atraído uma reputação de ter bom valor (custo/desempenho) a partir de site de tecnologia,[2] incluindo prêmios e recomendações para uma série de produtos.
A ASRock vendeu oito milhões de placas-mãe em 2011, comparada com a ECS e MSI que venderam sete milhões de unidades. Os números, que são citados pela DigiTimes, colocam a ASRock em terceiro lugar atrás da Asustek e Gigabyte. Isto é uma melhoria significativa sobre 2009, com os números de 2010 elevando a ASRock a frente de ambas MSI e ECS. Isto tem colocado a ASRock recentemente como uma fabricante de placas-mãe de primeira linha..

## Produtos e serviços

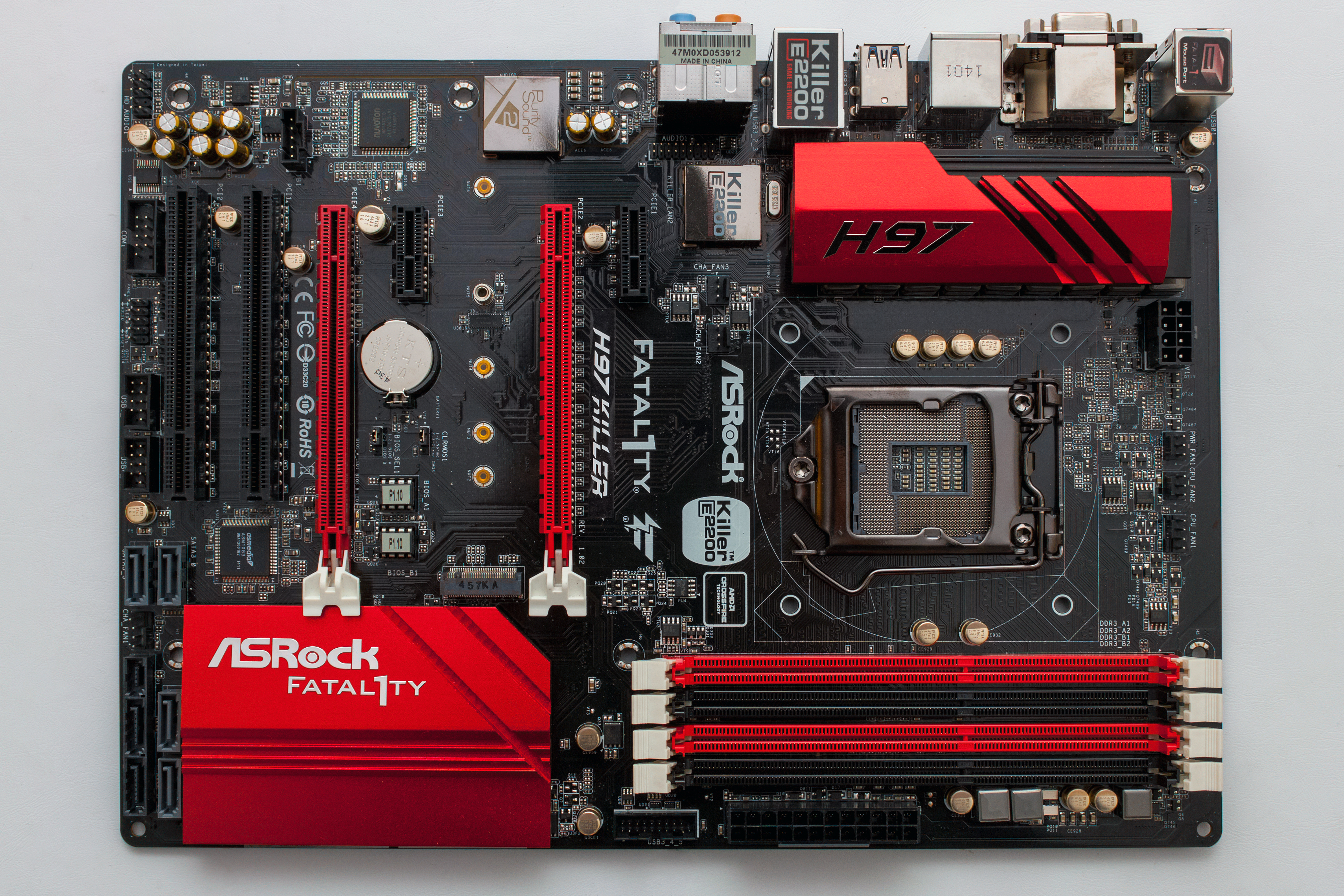
Placa-mãe ASRock.

Além de placas-mãe, os mini-computadores da ASRock também têm alta competitividade entre a comunidade internacional. Esta série de produtos são frequentemente recomendados pela mídia e tem um histórico impressionante de premiações. Três produtos ASRock foram listados para o Prêmio 2012 Taiwan Brand pela primeira vez, e se tornaram produtos endossados pelo Conselho External Trade Development para promover a imagem da qualidade das marcas de Taiwan para o mundo. Em 2012, a ASRock entrou no Mercado de placas-mãe industriais para PC e servidores e espera aumentar os lucros no futuro.

## Prêmio de honra
Como uma empresa líder em fabricação de placas-mãe, ASRock, a nova e brilhante empresa têm como alvo principal de usuários básicos até entusiastas no segmento de placas-mãe, e também mantêm uma reputação de confiança e competência ao redor do mundo.
Quanto a pesquisa e desenvolvimento, a ASRock construiu sua marca pela inovação desde 2002. Com recursos únicos como a tecnologia XFast 555 (XFast RAM, XFast LAN, XFast USB), as placas ASRock Série-7 permitem ao usuário experimentar um ganho "REAL" de performance (até 5 vezes mais rápido) em termos de desempenho geral do PC, velocidade da Rede e velocidade de transferência USB. A ASRock tem construído uma reputação de placas-mãe “à prova de balas” com preços muito competitivos.
A ASRock não só quebrou recordes de vendas no mercado de placas-mãe, os produtos vencedores de prêmios são também recomendados pela mídia global. Por exemplo, a ASRock levou o Prêmio Tom's Hardware 2012 Recommended Buy com a X79 Extreme4, e também recebeu o Prêmio Xbit labs 2012 Editor Recommended Award com a Z77 Extreme4.
Além disso, a ASRock Z68 Extreme7 Gen3, Fatal1ty Z68 Professional Gen3 e a série de mini PCs foram premiado com três Prêmios 2011 Taiwan Brand, endossando a imagem de alta qualidade da indústria de Taiwan.

## Cobertura de mercado
ASRock é uma das top 3 marcas de placas-mãe do mundo e seus canais de distribuilção são cobertos por lojas de eletrônicos, lojas de PC, revendas de gadgets e lojas online. As regiões de maior venda em 2011 incluem a Europa com 37.68%, America Central e América do Sul contabilizaram 21.13%, região da Ásia do Pacífico somou 40.95% e outros mercados somaram apenas 0.24%. Como um todo, a ASRock somou uma grande proporção de vendas na Ásia e Europa em termos de desempenho geral.

## Resumo de mercado
De acordo com o relatório anual da Digitimes 2011, a ASRock se esforça para construir sua própria marca e vem crescendo de forma rápida nos últimos anos. Agora, a ASRock é uma das top 3 marcas de placas-mãe por 2 anos. O desempenho geral da ASRock tem gradualmente chamado a atenção ao redor do mundo.